# Härkäsaari (Helsinki)
Härkäsaari est une île de la baie Vartiokylänlahti du golfe de Finlande dans la section Marjaniemi du quartier de Vartiokylä  à Helsinki en Finlande.

## Géographie
L'île mesure 90 mètres de diamètre et a une superficie d'un demi-hectare.
L'île abrite une villa des années 1920 et un sauna des années 1930. 
Dans les années 1970, l'université d'Helsinki reçut l'île en legs pour la mettre à la disposition du personnel administratif de l'université,.